# قوناق‌کند (قبه)
قوناق‌کند (به لاتین: Qonaqkənd) یک منطقه مسکونی در جمهوری آذربایجان است که در شهرستان قوبا واقع شده است. این روستا ۱۶۶۸ نفر جمعیت دارد.